# Планковский импульс
Пла́нковский и́мпульс — единица измерения импульса в планковской системе единиц. Он не имеет обычно используемого собственного обозначения, а может обозначаться {\displaystyle m_{\text{P}}c}, где {\displaystyle {m_{\text{P}}}} — планковская масса, а {\displaystyle c} — скорость света в вакууме. Тогда
{\displaystyle m_{\text{P}}c={\frac {\hbar }{l_{\text{P}}}}={\sqrt {\frac {\hbar c^{3}}{G}}}\approx 6{,}52478(7)} кг·м/с, где:
{\displaystyle \hbar } — постоянная Дирака,
{\displaystyle {l_{\text{P}}}} — планковская длина,
{\displaystyle G} — гравитационная постоянная.
Физическая величина, численно равная планковскому импульсу, делённому на планковское время, — планковская сила.
В отличие от большинства других планковских величин, планковский импульс близок к привычным для человека масштабам. Таким импульсом обладает, например, камень массой 1 кг, брошенный со скоростью ~6,5 м/с.
Планковским импульсом обладает фотон, длина волны которого равна планковской длине (то есть минимально возможная). Таким образом, планковский импульс — верхняя граница импульса для безмассовых частиц.